# Імре Гедьоварі
Імре Гедьоварі (угор. Gedővári Imre, нар. 1 липня 1951, Будапешт, Угорщина — 22 травня 2014) — угорський фехтувальник на шаблях, олімпійський чемпіон (1988 рік), дворазовий бронзовий (1980 рік) призер Олімпійських ігор, триразовий чемпіон світу.

## Виступи на Олімпіадах
| Олімпіада     | Дисципліна          | Місце |
| ------------- | ------------------- | ----- |
| Монреаль 1976 | індивідуальна шабля | 7     |
| Монреаль 1976 | командна шабля      | 4     |
| Москва 1980   | індивідуальна шабля | 3     |
| Москва 1980   | командна шабля      | 3     |
| Сеул 1988     | індивідуальна шабля | 15    |
| Сеул 1988     | командна шабля      | 1     |